# Born (Paesi Bassi)
Born è una località e un'ex-municipalità dei Paesi Bassi situata nella provincia del Limburgo. Soppressa il 1º gennaio 2001, il suo territorio, insieme ai territori di Sittard e Geleen è andato a costituire la nuova municipalità di Sittard-Geleen.